# Hegge (Waltenhofen)
Hegge ist ein Gemeindeteil und Industrieort der Gemeinde Waltenhofen im Landkreis Oberallgäu (Schwaben, Bayern).

## Geschichte
1346 wurde eine Mühlstätte „zem Håggen uf der Iler“ erwähnt, 1419 folgt eine weitere Erwähnung. 1543/45 war eine Papiermühle stiftkemptisches Lehen in Hegge. 1593 wurde erstmals der Name Hegge genannt. Es folgten weitere Erwähnungen, vor allem mit Bezug auf Papiermühlen. Im 19. Jahrhundert entstand im Rahmen der Industrialisierung eine umfangreiche Papierfabrik, die in den 1920er Jahren von Haindl Papier übernommen und 1972 geschlossen wurde.
Aufgrund der komplizierten Lage des Alten Hauptbahnhofs Kempten bedienten von 1906 bis 1965/69 alle Fern- und Schnellzüge den Haltepunkt Kempten-Hegge. Von dort fuhren Pendelzüge in den Kemptener Kopfbahnhof ein, spätestens 1969 wurde dieser Betrieb eingestellt, da zu diesem Zeitpunkt der neue Durchgangsbahnhof eröffnet wurde.
Hegge hatte 1925 erst 310 Einwohner, im Jahr 1950 wurden 580 Personen registriert und 1970 waren 2038 Personen wohnhaft.

## Baudenkmäler
In den 1940er Jahren wurde in Hegge die römisch-katholische Kirche Maria Königin der Apostel im neoromanischen Stil errichtet, Fertigstellung war 1947.
Siehe Liste der Baudenkmäler in Hegge

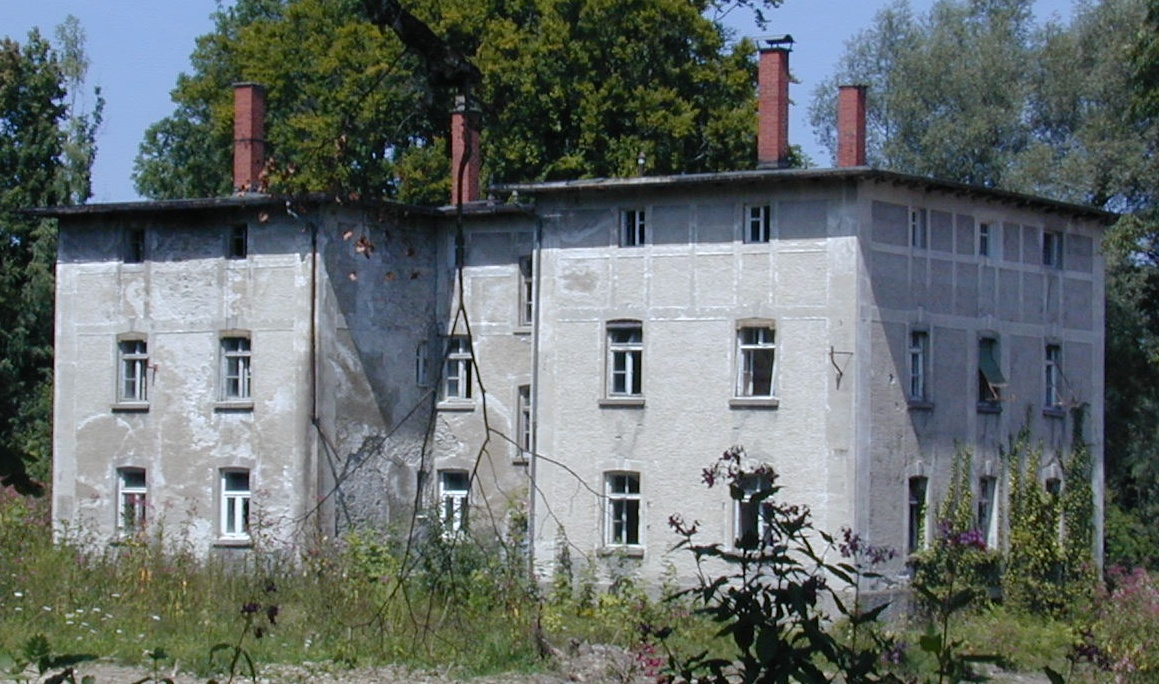
Beamtenwohnhaus der Papierfabrik von 1890
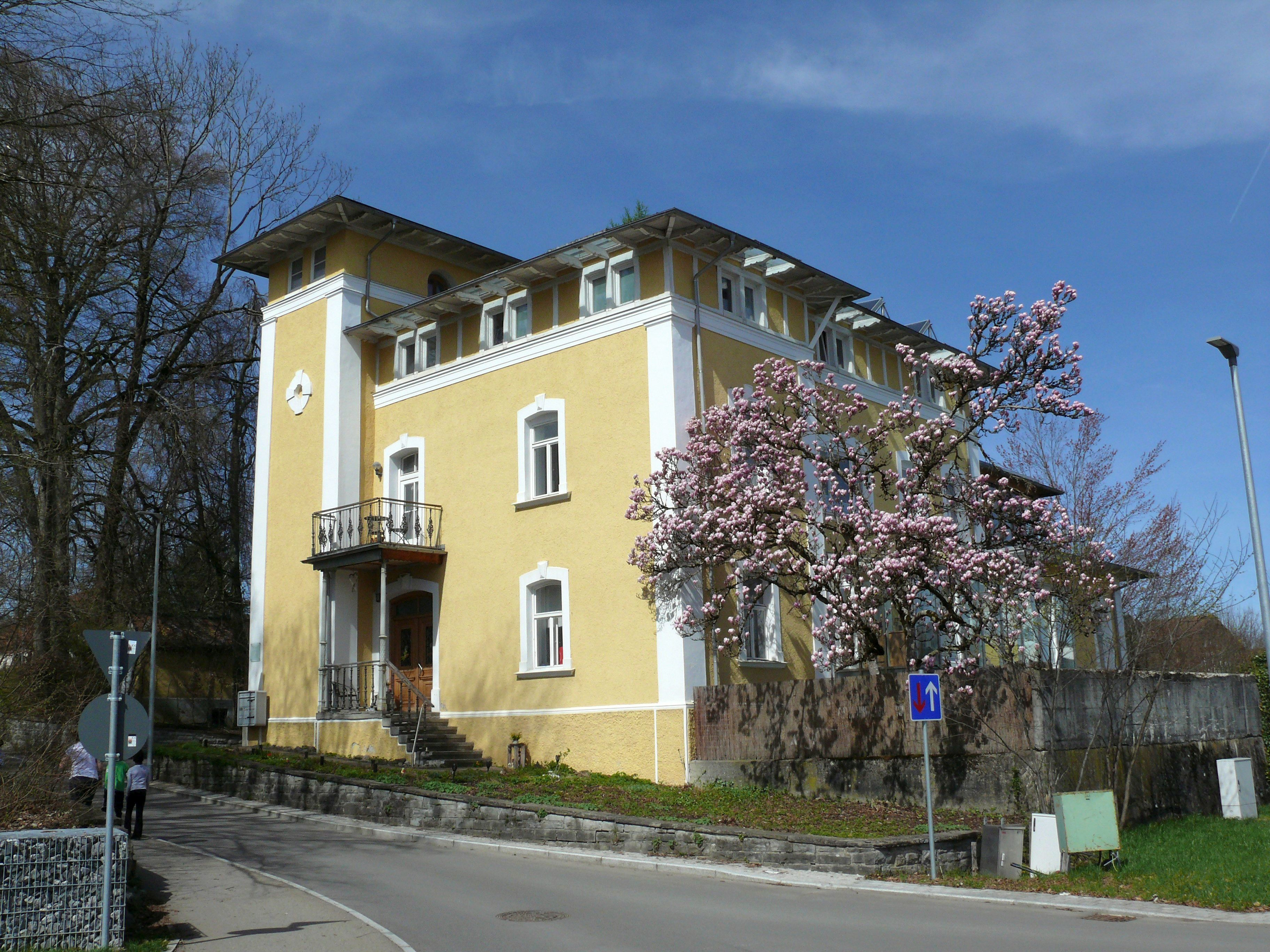
Direktionsvilla der Papierfabrik von 1886
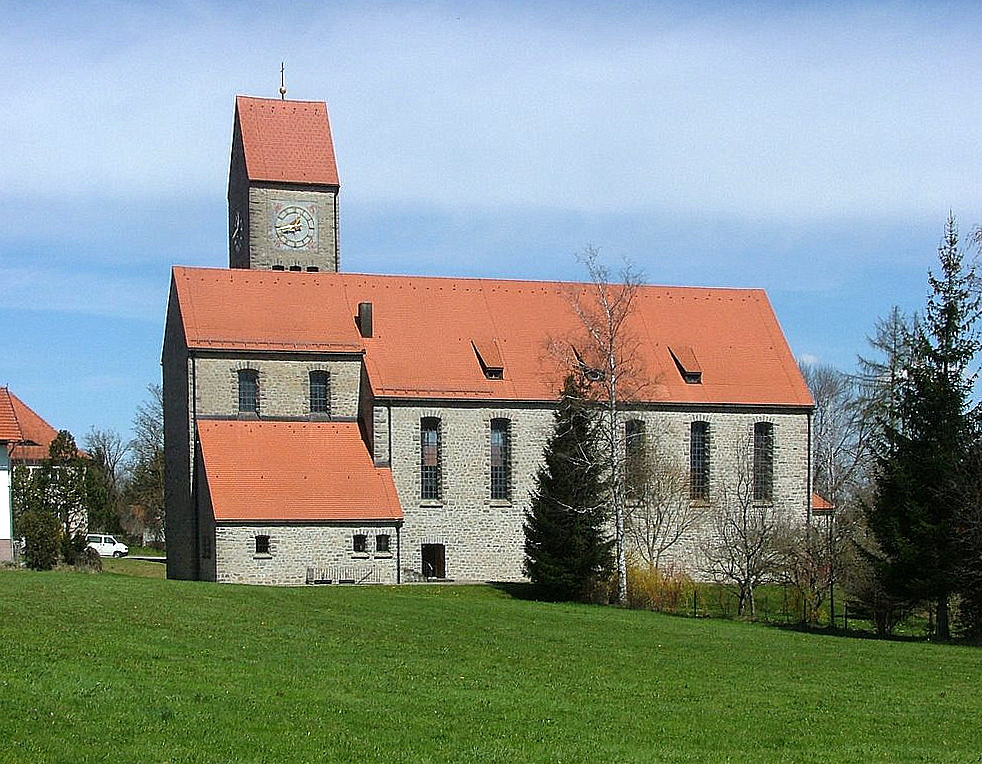
Maria Königin der Apostel

## Verkehr
Hegge liegt an der Bahnstrecke Buchloe–Lindau.